# 565 v.Chr.
Het jaar 565 v.Chr. is een jaartal volgens de christelijke jaartelling.

## Gebeurtenissen

### Frankrijk
- Op Corsica wordt de koloniestad Aléria door de Phocaeërs gesticht.

### Italië
- In Syracuse wordt de tempel van Apollo gebouwd.